# سلاطین جاده
سلاطین جاده (به آلمانی: Im Lauf der Zeit) فیلمی در ژانر درام به کارگردانی ویم وندرس محصول سال ۱۹۷۶ است. در این فیلم بازیگرانی مثل رودیگر واگلر و هانس زیشلر بازی کرده‌اند.

## خلاصه داستان
یک مکانیکِ سیار که در آلمان غربی و نزدیکی مرز آلمان شرقی کار می‌کند، از یک سینما بازدید می‌کند. او با مردی افسرده و جوان آشنا می‌شود که زندگی مشترکش به پایان رسیده‌است. آن دو تصمیم می‌گیرند با هم سفر کنند و…

## تولید
موضوع اصلی وندرس تا حد زیادی همان "دلتنگی جهانی" است ، حس اضطراب‌آور گسستگی روانی و جغرافیایی ناشی از زندگی در دنیای مدرن.  درخشان‌ترین شرح او از این موضوع را در این فیلم ارائه می‌دهد. این داستان دو مرد در دهه سی زندگی‌شان است که به طور تصادفی در جاده با هم ملاقات می‌کنند و سفری بی‌هدف را در دشت‌های متروک شمال آلمان آغاز می‌کنند. برونو در ون خود زندگی می‌کند و با رانندگی از یک شهر روستایی به شهر دیگر، پروژکتورهای فیلم خراب را تعمیر می‌کند.
این فیلم که توسط رابی مولر، فیلمبردار وندرس، به طرز چشمگیری با سیاه و سفید واضح فیلمبرداری شده است، نزدیک به سه ساعت (176 دقیقه) طول دارد، اما فیلم چنان با دقت و به طور منحصر به فردی ساخته شده است که به سختی متوجه گذر زمان می‌شویم (که همانطور که عنوان اصلی اعلام می‌کند، در واقع فیلم درباره آن است). در طول زمان اتفاقات چندانی برای برونو و رابرت نمی‌افتد و ارتباط بسیار کمی بین آنها برقرار می‌شود، اما وندرس نابغه‌ای در خلق استعاره‌های سینمایی برای ناخوشی معاصر است که این دو مرد را آزار می‌دهد. برداشت‌های بسیار طولانی و نماهای متحرک آهسته، زوایای دوربین و قاب‌بندی‌های غیرمعمول و مهم‌تر از همه، دستکاری فضای خارج از صفحه، در بیننده حس گسستگی ادراکی را ایجاد می‌کند که با سردرگمی معنوی برونو و رابرت مطابقت دارد. از این نظر، این فیلم، مانند سایر فیلم‌های وندرس، بسیار خودبسنده است: می‌توان گفت با زیر سوال بردن شیوه‌های مرسوم ساختار فیلم، خود را توصیف می‌کند.